# Jeffrey McLaughlin
Jeffrey McLaughlin, född den 31 oktober 1965 i Summit, New Jersey, är en amerikansk roddare.
Han tog OS-silver i fyra utan styrman i samband med de olympiska roddtävlingarna 1992 i Barcelona.